# Terre Ferme River
Der Terre Ferme River (auch: Terre Ferme Ravine) ist ein kurzer Bach im Osten von Dominica im Parish Saint David.

## Geographie
De Terre Ferme River entspringt im Tiefland am unteren Teil des Osthanges des Morne Trois Pitons bei Terre Ferme und verläuft stetig nach Osten. Er mündet nach kurzem Lauf in den South Branch of Ravine Deux D’leau. Der Fluss ist ca. 1,1 km lang.